# Josef Kušnir
Josef Kušnir (hebrejsky: יוסף קושניר, žil 15. listopadu 1900 – 6. ledna 1983) byl izraelský politik a poslanec Knesetu za stranu Mapam.

## Biografie
Narodil se v tehdejší Ruské říši. V roce 1922 přesídlil do dnešního Izraele. Vystudoval právní školu v Jeruzalému, získal osvědčení pro výkon profese právníka.

## Politická dráha
Byl aktivní v sionistickém hnutí Po'alej Cijon, kde patřil k jeho levé frakci. Po přesídlení do dnešního Izraele byl členem různých levicových a marxistických formací. Od roku 1945 byl členem strany a hnutí ha-Šomer ha-ca'ir. Pak zastával post člena ústředního výboru strany Mapam. V letech 1950–1955 zasedal v městské samosprávě v Haifě. V tomto městě také předsedal Svazu právníků.
V izraelském parlamentu zasedl poprvé po volbách v roce 1959, do nichž šel za Mapam. Mandát ale získal až dodatečně, v červenci 1960, jako náhradník. Stal se členem výboru House Committee, výboru pro ústavu, právo a spravedlnost a výboru pro vzdělávání a kulturu. V parlamentu se objevil i po volbách v roce 1961, kdy kandidoval opět za Mapam. I tentokrát získal mandát až dodatečně, v říjnu 1962, jako náhradník poté co zemřel poslanec Chanan Rubin. Nastoupil do parlamentního výboru pro ústavu, právo a spravedlnost. Ve volbách v roce 1965 poslanecký mandát neobhájil.